# گورناک (سیب و سوران)
گورناک یا گرناک دروازه روستایی در دهستان پسکوه بخش مرکزی شهرستان سیب و سوران استان سیستان و بلوچستان ایران است.

## جمعیت
بر پایه سرشماری عمومی نفوس و مسکن در سال ۱۳۹۵ جمعیت این روستا کمتر از ۳ خانوار بوده‌است.